# Каро (Ла Специја)
Каро (итал. Carro) је насеље у Италији у округу Ла Специја, региону Лигурија.
Према процени из 2011. у насељу је живело 249 становника. Насеље се налази на надморској висини од 391 м.

## Становништво
| 1936. | 1951. | 1961. | 1971. | 1981. | 1991. | 2001. | 2011. |
| ----- | ----- | ----- | ----- | ----- | ----- | ----- | ----- |
| 1.462 | 1.263 | 915   | 790   | 686   | 677   | 635   | 580   |